# 菲萊登陸器
菲萊登陸器（Philae）是歐洲太空總署組織的太空探測器計劃羅塞塔號所攜帶的一個機器人，随羅塞塔號一同前往67P/楚留莫夫－格拉希門克彗星，并于2014年11月12日在彗星上着陆，成为有史以來第一個在彗星上的成功登陸的探測器。登陸器上的儀器將獲得彗星第一手資訊，並率先分析其結構。菲萊登陸器是由位于德国达姆施塔特的欧洲太空控制中心（ESOC）追踪和控制。
菲萊登陸器是根據尼羅河上的菲萊來命名，羅塞塔石碑在此出土。羅塞塔石碑破譯古埃及象形文字（聖書體）。

## 任务
菲莱的任务是成功登陆彗星表面上，附着在彗星上，以及把彗星的组成成分的数据从表面发送出来。一枚运载罗塞塔号太空船和菲莱登陆器的亞利安5G+火箭于2004年3月2日07:17 UTC从法属圭亚那发射，并且在旅行了3907天（10.7年）之后到达楚留莫夫－格拉希门克彗星。

### 登陆
在与67P/楚留莫夫－格拉希門克彗星会合之后，菲莱登陆器仍然附着在罗塞塔号太空船上，直到2014年11月12日。在2014年9月15日，歐洲太空總署公布位于彗星小瓣上的“地点J”作为登陆的目的地。在歐洲太空總署十月的命名公众比赛之后，“J地点”更名为Agilkia以纪念Agilkia岛。
2014年11月11日至12日进行一系列的四个“去/不去”检查。一次来自罗塞塔号分离前的最后测试的结果表明，着陆器的气体推进器没有正常的工作，但是“去”反正是决定的，因为它不可能被修复。菲莱登陆器于2014年11月12日08:35时（UTC）从罗塞塔号脱离，7小时后在15:35登陆。一个确认登陆的訊号被在地球通信站在16:03 UTC接收到，- 有28光分钟的路程。

### 未來重啟
菲萊登陸器因為電力不足而失去所有的通訊聯繫。但當彗星靠近太陽的時候，登陸器的太陽能板可以接受足夠的太陽能以重啟菲萊。

### 乍然甦醒
2015年6月13日晚，羅塞塔號太空船收到從菲萊登陸器傳送的85秒訊息，表示登陸器已充電飽足，不再需要以安全模式操作。現儲存的24瓦特電力，登陸器準備診斷工作與重新運作。歐洲太空總署報告，從菲萊傳送的歷史數據顯示，雖然它在13日前就已在工作，但它那時並未與羅塞塔號聯絡。

### 着陆点发现
在上次重新恢复联系后，菲萊登陸器依然为失去联系，直到2016年9月5日，欧空局发布消息，说从羅塞塔號于9月2日用高分辨率相机拍摄到菲萊登陸器被卡在一条黑暗裂缝中，自此确认到精确的着陆位置和与羅塞塔號通信一直困难重重的原因。

## 图库

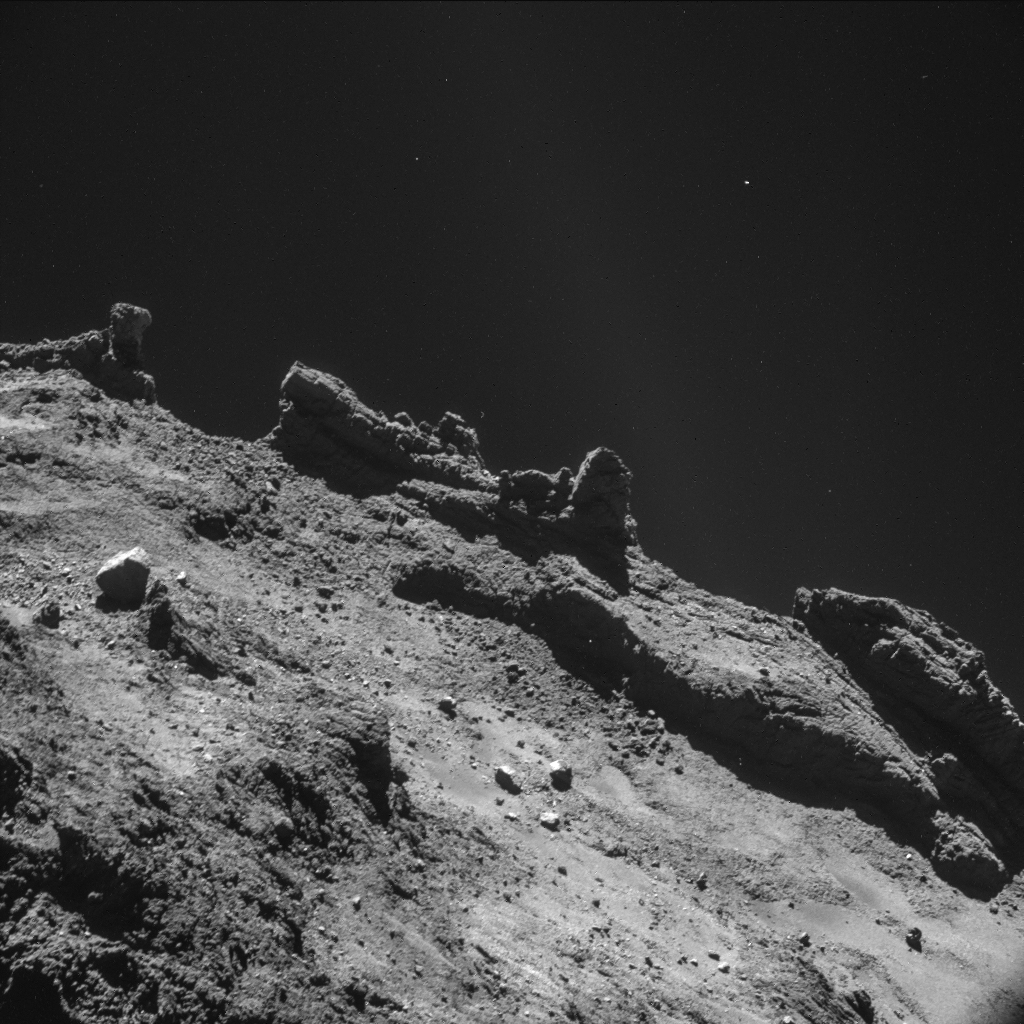
菲莱登陆器在距离大约彗星表面10公里处所拍摄的彗星67P的照片，2014年11月9日。此图片顯示一个857x857米的区域。可以想像到，表面上的小石頭實際上跟住宅大樓一樣大。
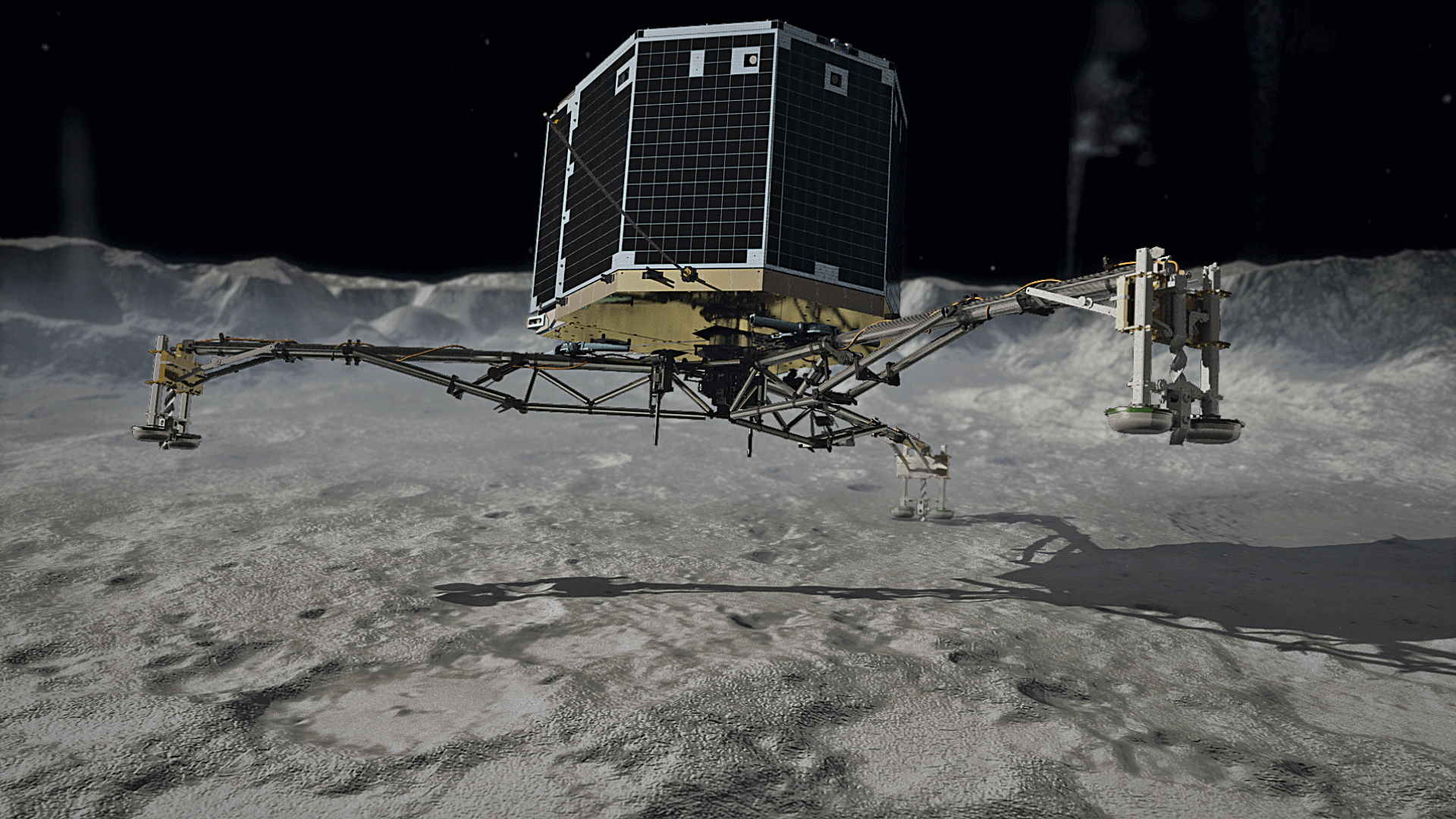
描绘菲莱登陆器登陸彗星的情形
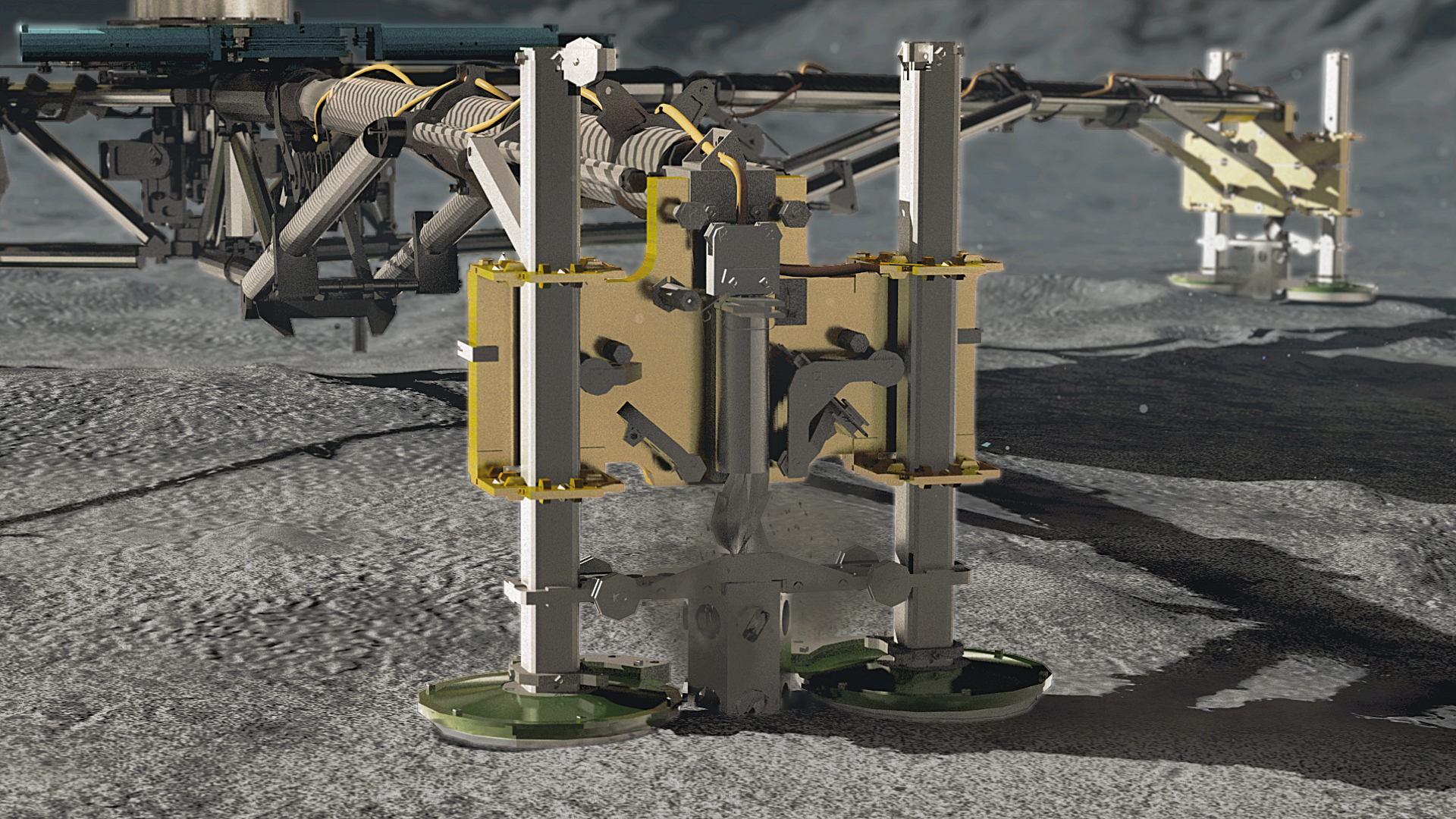
菲莱登陆器脚上螺丝的描绘
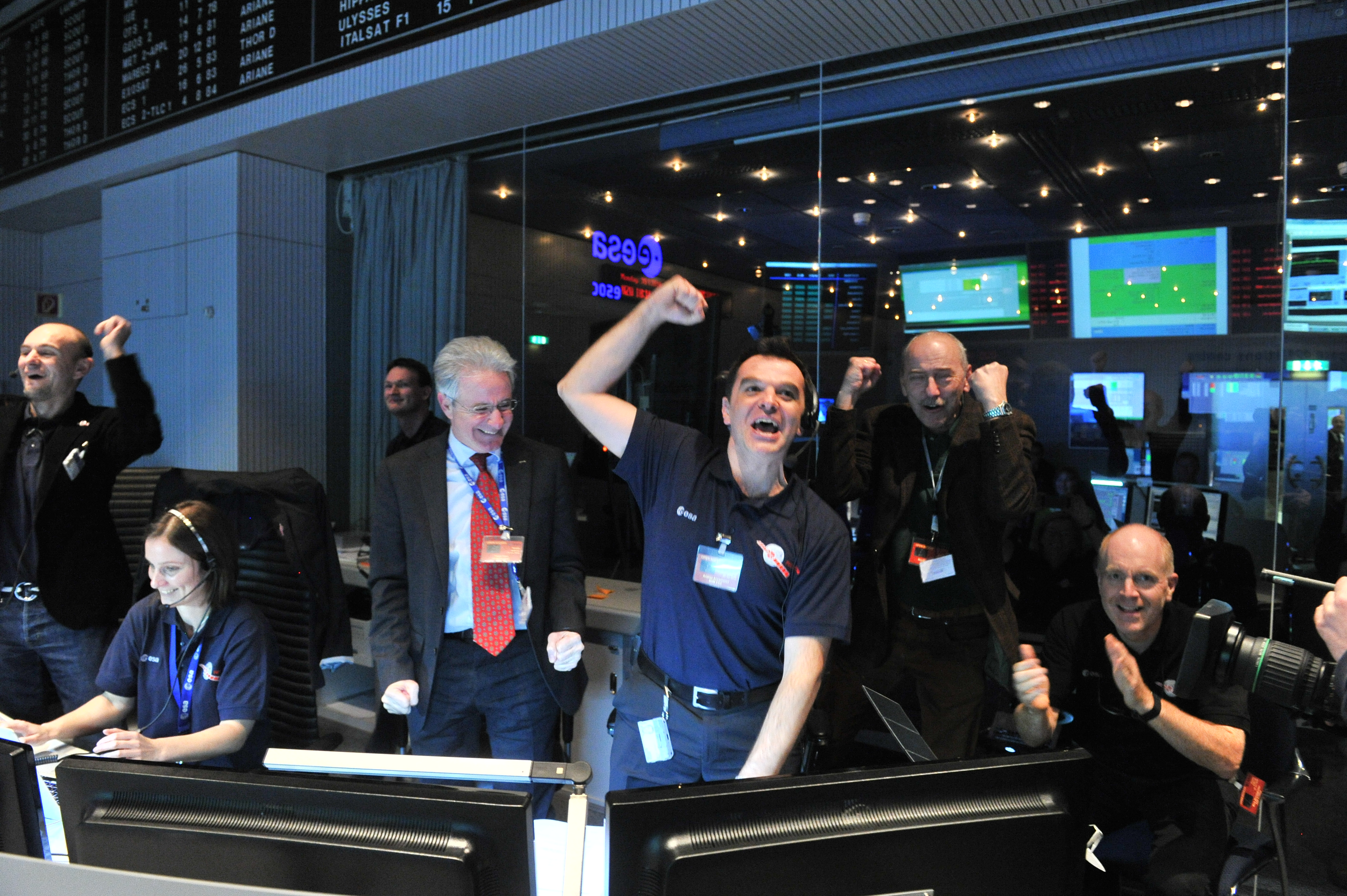
德国达姆施塔特欧洲太空控制中心（ESOC）获得罗塞塔号的訊号（2014年1月20日）

## 外部連結
- （英文）羅塞塔號任務網站 （页面存档备份，存于）歐洲太空總署
- （英文）Philae entry （页面存档备份，存于） at the National Space Science Data Center